# Adolf Reichwein
Adolf Reichwein (3 de outubro de 1898 - 20 de outubro de 1944) foi um educador, economista e político cultural alemão do SPD, que resistiu às políticas da Alemanha nazista.

## Biografia
Reichwein nasceu em Bad Ems. Participou da Primeira Guerra Mundial, na qual foi gravemente ferido no pulmão. Reichwein estudou nas universidades de Frankfurt am Main e Marburg, sob orientação de Hugo Sinzheimer e Franz Oppenheimer, entre outros. Na década de 1920, ele atuou na política educacional e na educação de adultos em Berlim e na Turíngia. Foi ele quem fundou a Volkshochschule ("Escola do Povo" - por exemplo, Community College) e a Arbeiterbildungsheim ("Casa de Treinamento dos Trabalhadores") em Jena e os administrou até 1929. Em seu Hungermarsch nach Lappland ("Marcha da Fome para a Lappland"), ele descreveu em forma de diário uma caminhada punitiva com alguns jovens desempregados no extremo norte. Em 1929–1930, trabalhou como conselheiro do Ministro da Cultura da Prússia, Carl Heinrich Becker.

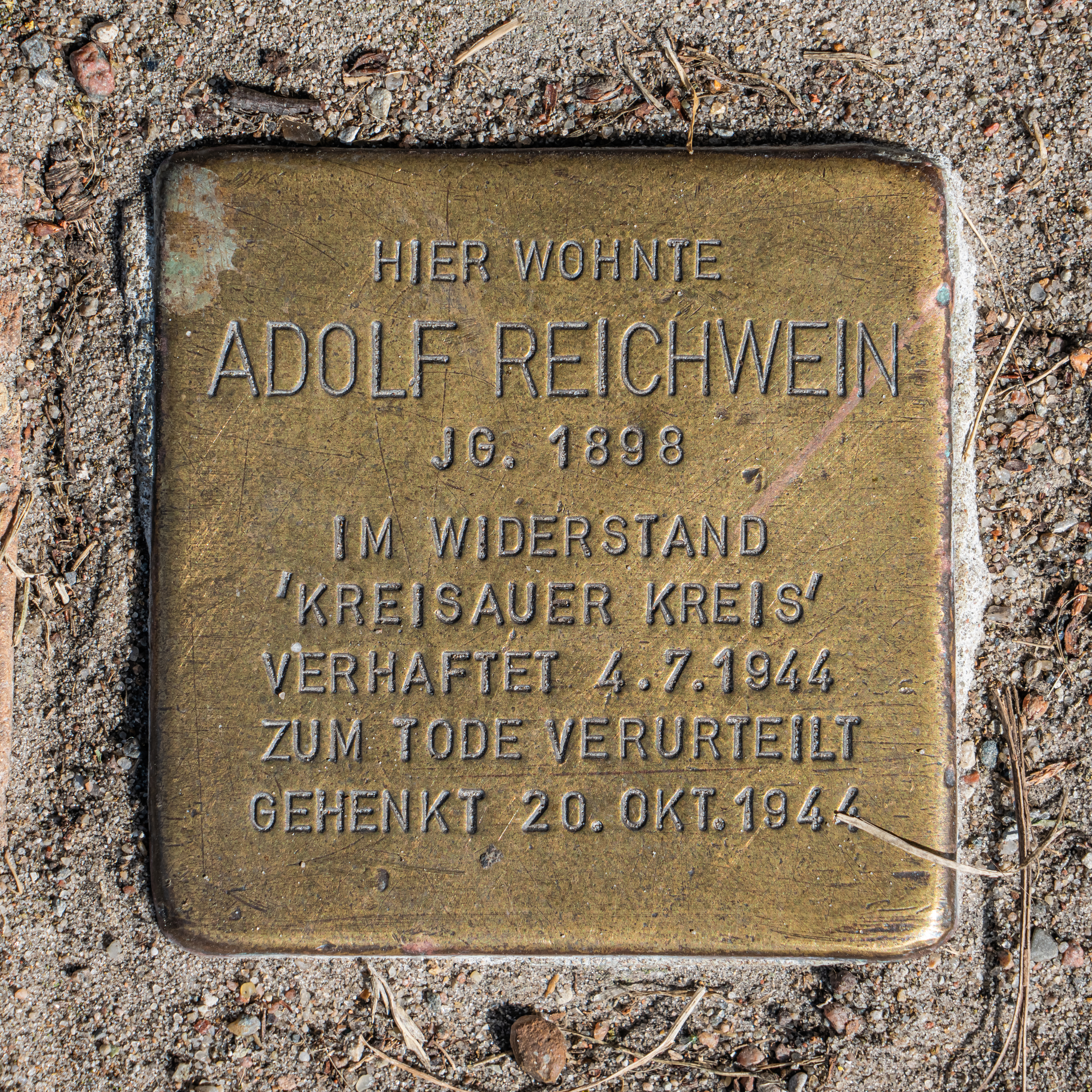
Memorial de Stolpersteine a Adolf Reichwein na ilha de Hiddensee, Mecklenburg-Pomerânia Ocidental, Alemanha

De 1930 a 1933, foi professor na recém-fundada Academia Pedagógica de Halle. Depois que os nazistas tomaram o poder, ele foi demitido por motivos políticos e enviado para Tiefensee, em Brandemburgo, para se tornar professor de escola primária. Lá, até 1939, ele realizou muitas experiências de ensino, que receberam muita atenção, tendo em vista o progressismo educacional e especialmente a educação profissional. Reichwein descreveu em sua obra Schaffendes Schulvolk ("Pessoas da Escola Produtiva") seu conceito instrucional, inspirado no movimento Wandervogel e na pedagogia da escola de trabalho, cujo foco principal eram viagens, instrução orientada para atividades com hortas escolares e projetos abrangendo faixas etárias. Para Sachunterricht (educação de campo, ou aprendizado prático) e sua história, ele incluiu importantes documentos históricos. Reichwein dividiu o conteúdo instrucional em um ciclo de verão (ciências naturais e estudos sociais) e um ciclo de inverno ("O homem como antigo"/"em seu território"). A partir de 1939, Reichwein trabalhou no Museu do Folclore em Berlim como educador de museu.

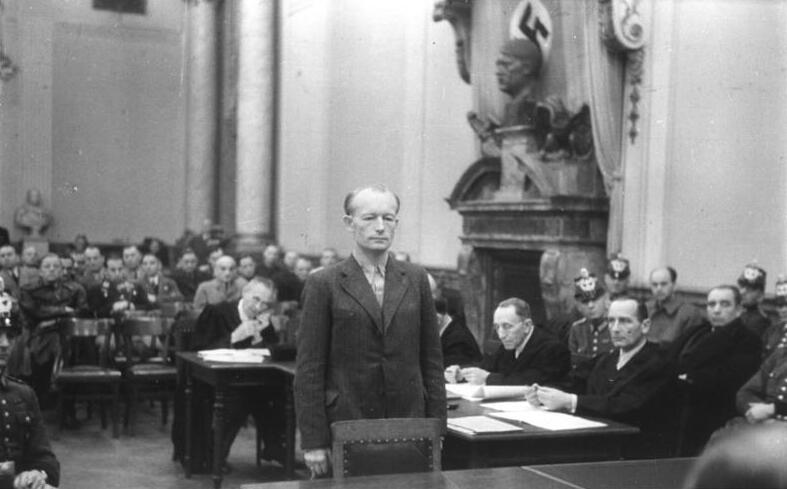
Adolf Reichwein em seu julgamento no Volksgerichtshof

Como membro do Círculo de Kreisau, Reichwein pertenceu ao movimento de resistência contra Hitler. No início de julho de 1944, Reichwein foi preso pela Gestapo e, em um julgamento contra Julius Leber, Hermann Maaß e Gustav Dahrendorf, condenado à morte pelo Volksgerichtshof de Roland Freisler. Ele foi morto ao lado de Maaß na prisão de Plötzensee, em Berlim, em 20 de outubro de 1944.

## Trabalhos selecionados
- Schaffendes Schulvolk. Kohlhammer Verlag, Stuttgart/Berlin 1937.
- Film in der Landschule. Kohlhammer Verlag, Stuttgart/Berlin 1938.
- (Nova edição comentada de ambas as obras:) Schaffendes Schulvolk – Film in der Schule. Die Tiefenseer Schulschriften. Wolfgang Klafki et al.. Beltz, Weinheim/Basel 1993. ISBN 3-407-34063-X

## Literatura
- Ullrich Amlung:
  - "... in der Entscheidung gibt es keine Umwege": Adolf Reichwein 1898 - 1944. Reformpädagoge, Socialista, Widerstandskämpfer. 3. Auflage Schüren, Marburg 2003 ISBN 3-89472-273-8
  - Adolf Reichwein: 1898-1944. Ein Lebensbild des Reformpädagogen, Volkskundlers und Widerstandskämpfers. 2. Auflage dipa, Frankfurt am Main, 1999 ISBN 3-7638-0399-8
  - Adolf Reichwein 1898 - 1944. Eine Personalbibliographie. Universität Marburg 1991 (Schriften der Universitätsbibliothek Marburg, 54) ISBN 3-8185-0087-8
- Hartmut Mitzlaff: Adolf Reichweins (1898–1944) heimliche Reformpraxis in Tiefensee 1933-1939. In: Astrid Kaiser, Detlef Pech (Hrsg.): Geschichte und historische Konzeptionen des Sachunterrichts. Schneider-Verlag Hohengehren, Baltmannsweiler 2004, S. 143–150. ISBN 3-89676-861-1